# Madonna van de palfreniers
De Madonna van de palfreniers (Italiaans: Madonna dei Palafrenieri) is een schilderij van Caravaggio uit 1605-06. Het maakt deel uit van de collectie van de Galleria Borghese in Rome.

## Geschiedenis
Op 31 oktober 1605 bestelde de machtige aartsbroederschap van de pauselijke palfreniers (Arciconfraternita dei Palafrenieri di Sant'Anna) het schilderij bij de kunstenaar. Het was bedoeld voor het altaar van hun kapel in de nieuwe Sint-Pietersbasiliek. Daar moest het een schilderij vervangen met een traditionele voorstelling van Anna te Drieën dat niet langer paste bij de afmetingen van het nieuwe altaar. Op 8 april 1606 kwam het altaarstuk gereed, maar het bleef slechts een paar dagen op de beoogde locatie. Al op 16 april werd het overgebracht naar de nabijgelegen kerk van de broederschap. Op 16 juni kreeg kardinaal Scipione Borghese toestemming om het schilderij voor de gunstige prijs van 100 scudi te kopen. Er bestaan veel theorieën over de snelle afwijzing van het schilderij. Mogelijk speelde de bedenkelijk reputatie van de schilder en zijn model een rol. Ook de ongebruikelijke iconografie  en Jezus' naaktheid kunnen hebben bijgedragen.
Maddalena Antonietti, ook bekend als Lena, stond model voor Maria. Ze komt ook voor op de Madonna van Loreto uit 1603. De relatie die Caravaggio met haar onderhield, was serieuzer dan met zijn andere minnaressen. Lena kwam uit een arm milieu en was model voor kunstenaars om zichzelf te onderhouden. Hoewel vaak wordt aangenomen dat ze een prostituee was, is hiervoor geen bewijs voorhanden.   

## Voorstelling
Op het schilderij is te zien hoe Maria haar zoon ondersteunt. Jezus is vrij groot en naakt afgebeeld. Met hun voeten op elkaar vertrappen ze samen een slang. Maria's moeder Anna, patrones van de palfreniers, wordt afgebeeld als een oude vrouw en staat peinzend terzijde met gevouwen handen. Haar donkere kleding vormt een contrast met Maria's rode jurk die haar decolleté onthult. 
De scène combineert het oude thema van Anna te Drieën en dat van de Maagd die de slang verplettert. Het is vooral dit laatste onderwerp dat telt voor Caravaggio. Anna staat er als beschermvrouwe wat terzijde bij. Het thema voert terug op een passage uit het Bijbelboek Genesis. Nadat God ontdekte dat Adam en Eva van de verboden vrucht hadden gegeten, sprak hij de slang die Eva verleid had toe: "Vijandschap sticht ik tussen jou en de vrouw / tussen jouw nageslacht en het hare / zij verbrijzelen je kop / jij bijt hen in de hiel." Tijdens de reformatie was over de vertaling en interpretatie van deze passage onenigheid ontstaan tussen de katholieken, die stelden dat Maria de slang verplettert en de protestanten die het kind Jezus deze rol gaven. In een bul uit 1569 stelde Pius V dat Maria de slang verpletterde door haar vrucht (Jezus). Hieruit was een iconografie ontwikkeld waarbij Maria en Jezus de slang samen vertrappen. Caravaggio moet hiermee bekend zijn geweest, bijvoorbeeld door de maniëristische schilder Ambrogio Figino, een van de eersten die een altaarstuk aan de hand van deze interpretatie gemaakt had.

## Afbeeldingen

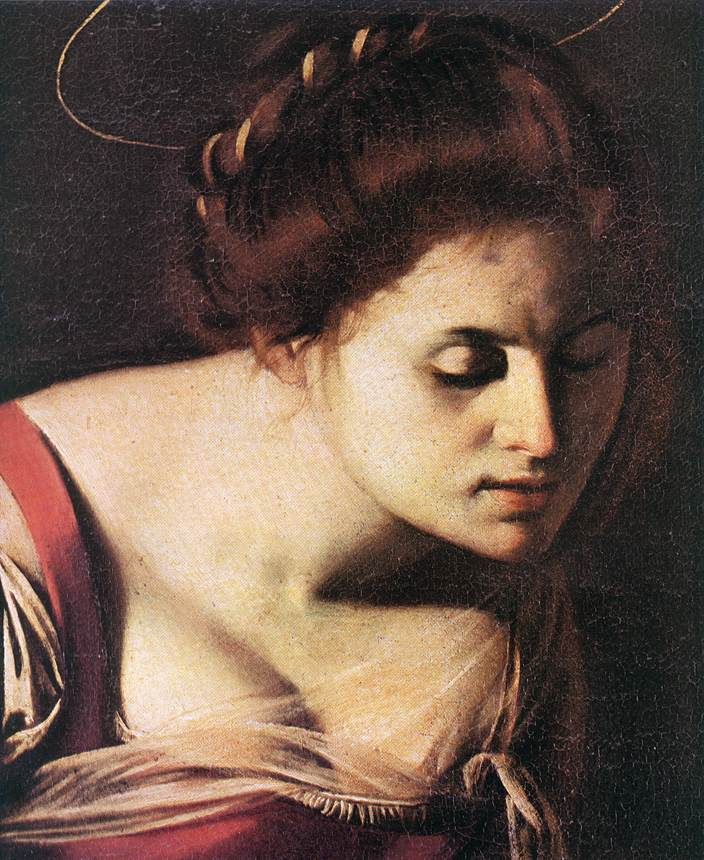
Detail
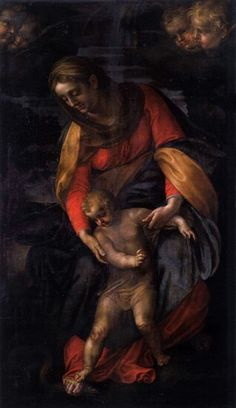
Madonna van de slang - Ambrogio Figino